# 瓦尔德比利希
瓦尔德比利希（德语、法语：Waldbillig）是卢森堡东部的一个市镇和小镇，属于埃希特纳赫县。 